# تاتيانا ليدوفسكايا
تاتيانا ميخالوفنا ليدوفسكايا (بالروسية: Татьяна Михайловна Ледовская)‏ (بالبيلاروسية: Тацяна Міхайлаўна Ледаўская) هي عدائة مسافات قصيرة وحواجز سوفيتية بيلاروسية ولدت في يوم 21 مايو 1966، أبرز إنجازاتها هو فوزها بالميدالية الذهبية مع الفريق السوفيتي في سباق 4×400 متر تتابع في دورة الألعاب الأولمبية الصيفية 1988 في سيئول، كما فازت بالميدالية الفضية في سباق 400 متر حواجز بنفس الدورة، وفازت بميداليتين ذهبيتين بالمسابقتين نفسها في بطولة العالم لألعاب القوى 1991 في طوكيو.

## روابط خارجية
- تاتيانا ليدوفسكايا على موقع الاتحاد الدولي لألعاب القوى (الإنجليزية)
- تاتيانا ليدوفسكايا على موقع اللجنة الأولمبية الدولية (الإنجليزية)
- تاتيانا ليدوفسكايا على موقع أوليمبيديا (الإنجليزية)